# Kenya Commercial Bank FC
Der Kenya Commercial Bank Football Clujb, kurz KCB genannt, ist ein kenianischer Fußballverein aus Nairobi, der seit 1999 in der Kenyan Premier League (KPL), der ersten Liga Kenias, spielt.

## Geschichte
Der KCB FC wurde als Teilorganisation des KCB Sports Clubs 1993 gegründet und wird von der Kenya Commercial Bank gesponsert. 1994 startete der Verein in der regionalen Liga Nairobi Division Two und stieg in der ersten Saison durch einen zweiten Platz in die Nairobi Division One auf. 1995 wurde der Titel in der Division One und 1996 in der Liga Nairobi Super Two, womit KCB ab 1997 in der National Super League, der zweiten Liga Kenias, spielten. In diesem Jahr erreichten sie in der Liga den fünften Platz und im Moi Golden Cup das Halbfinale, das sie gegen den späteren Cupgewinner Eldoret KCC verloren. 1998 gewann KCB die National Super League und stieg damit in die Kenyan Premier League auf. 2001 erreichte die Mannschaft erneut das Halbfinale des Moi Golden Cups, das gegen Mathare United 0:3 verloren ging. In der Saison 2003/04 gewann KCB schließlich den nationalen Cup gegen Thika United 1:0 durch ein Tor von Robert Odhier.
Die bisher beste Endplatzierung, einen vierten Platz, erreichte der Verein in der Saison 2013 unter Trainer Juma Abdallah. KCBs Stürmer Jacob Keli war mit 17 Toren der torgefährlichste Spieler der Saison. Bei den KPL Awards erreichten KCB-Spieler und -Trainer weitere Auszeichnungen: Neben den Golden Boot Award wurde Jacob Keli Spieler des Jahres, Juma Abdallah als Bester Trainer und Brian Osumba als Bester Mittelfeldspieler ausgezeichnet.

## Stadion
Seine Heimspiele trägt der Verein im Nairobi City Stadium in Nairobi aus. Das Stadion hat ein Fassungsvermögen von 15.000 Personen.

## Erfolge
- Kenianischer Pokalsieger: 2004
- Kenianischer Pokalfinalist: 2024